# Landstingsvalen i Sverige 1922
Landstingsvalen i Sverige 1922 genomfördes i september 1922. Vid detta val valdes landsting för mandatperioden 1923–1926 i samtliga län. Valet påverkade också på sikt första kammarens sammansättning.

## Valresultat
| Parti                | Parti                                   | Röster           | Röster | Röster | Mandatfördelning | Mandatfördelning |
| Parti                | Parti                                   | Antal            | %      | +− %   | Antal            | +−               |
| -------------------- | --------------------------------------- | ---------------- | ------ | ------ | ---------------- | ---------------- |
|                      | Allmänna valmansförbundet               | 270 209          | 30,2   | +6,7   | 367              | +101             |
|                      | Socialdemokraterna                      | 268 231          | 30,0   | +2,3   | 344              | +23              |
|                      | Liberala samlingspartiet                | 168 195          | 18,8   | -8,5   | 193              | -98              |
|                      | Bondeförbundet                          | 129 293          | 14,5   | -1,0   | 162              | -12              |
|                      | Sveriges kommunistiska parti            | 39 006           | 4,4    | -1,6   | 32               | -19              |
|                      | Sverges socialdemokratiska vänsterparti | 18 888           | 2,1    | +2,1   | 24               | +24              |
|                      | Övriga partier                          | 204              | 0,0    | —      | 0                | —                |
| Antal giltiga röster | Antal giltiga röster                    | 894 026          | 100,0  |        | 1 122            | +19              |
| Ogiltiga röster      | Ogiltiga röster                         | 3 569            |        |        |                  |                  |
| Totalt               | Totalt                                  | 897 595 (37,6 %) |        |        |                  |                  |